# La Colombe, Manche
 La Colombe là một xã thuộc tỉnh Manche trong vùng Normandie tây bắc nước Pháp. Xã này nằm ở khu vực có độ cao trung bình 167 mét trên mực nước biển.